# 烏魯斯特島
烏魯斯特島（瑞典語：Orust）是瑞典第三大島嶼，與瑞典大陸和雪恩島分隔，位於布胡斯。烏魯斯特島和附近小島嶼組成西約塔蘭省乌鲁斯特市镇。這島長久以來都是造船中心，製造的悠閒船隻享譽國際。